# Максимович Андрій Миколайович
Андрій Миколайович Максимо́вич (нар. 1865, Полтавська губернія — пом. 9 лютого 1893, Ялта) — український театральний актор, характерний комік, корифей українського побутового театру.

## Життєпис

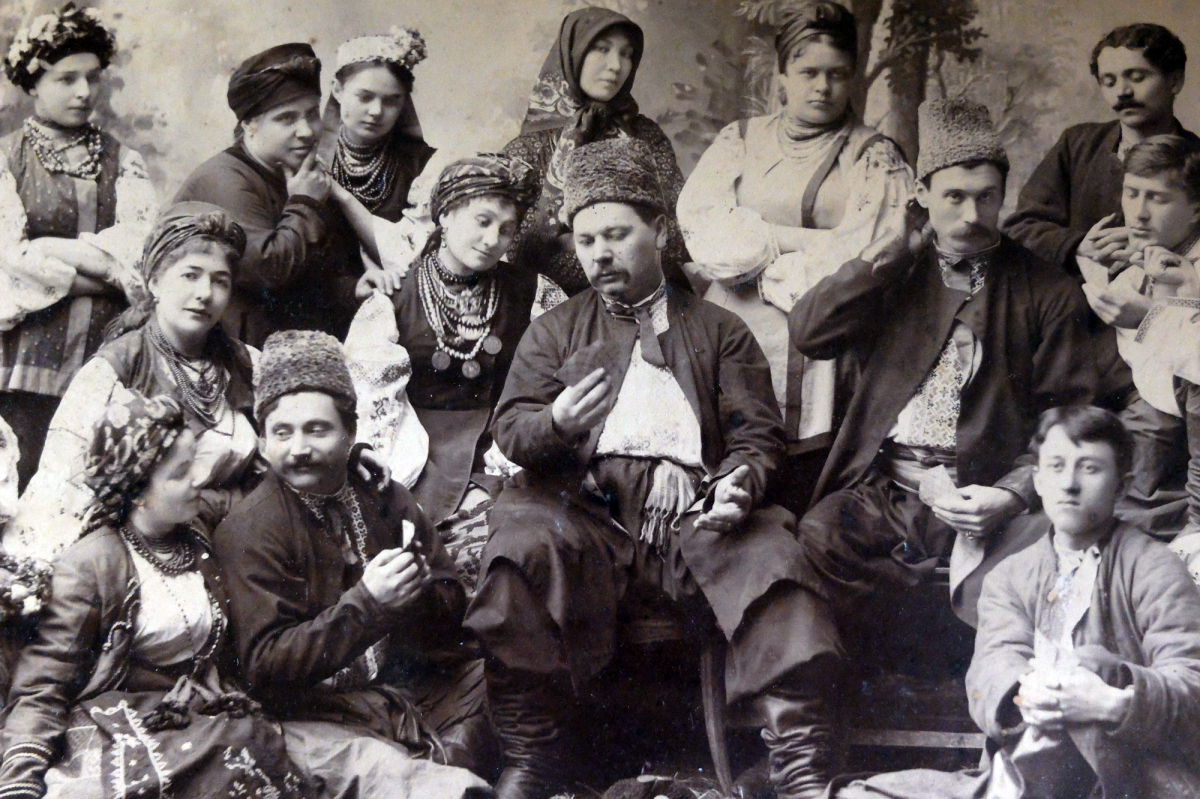
Трупа Кропивницького (сцена гри у карти), друга пол. 1880-х рр. Вгорі, з лївого боку починаючи: Черновська, Затиркевич, Мартиненко, Нечай, Переверзева, Глєбов.
Середнїй ряд: Маркова, Заньковецька, Кропивницький, Садовський, Петро Карпенко.
На долї: Хильченко (Тобилевичева), Саксаганський, Максимович.

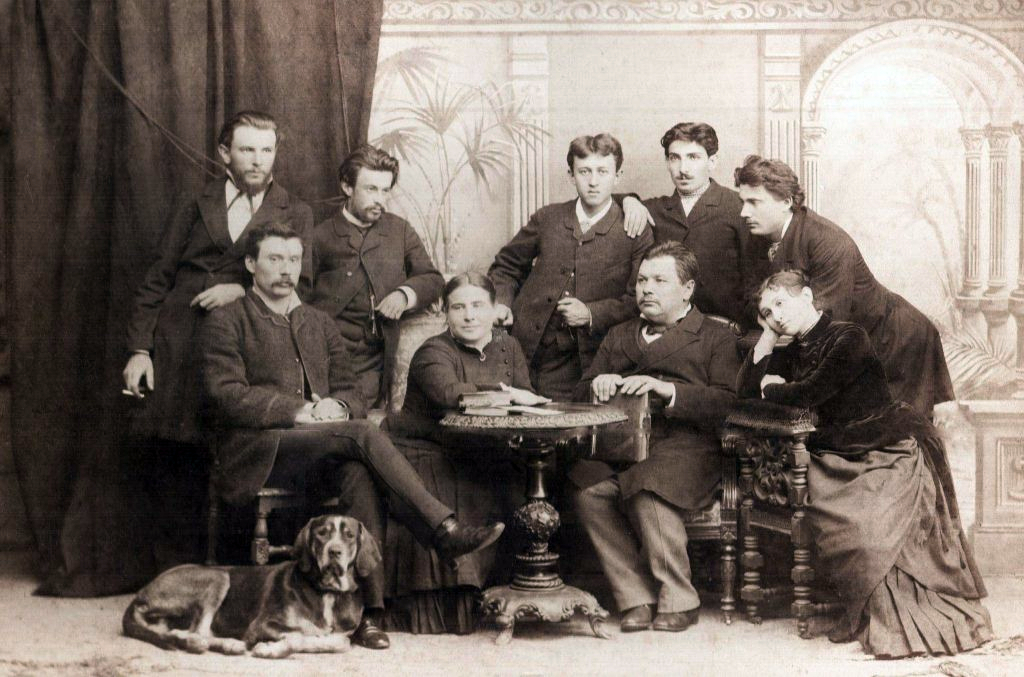
Актори з трупи Кропивницького, 1886 р. Перший ряд зліва направо: Садовський, Затиркевич-Карпинська, Кропивницький, Заньковецька. Третій у другому ряду — Максимович.

Народився 1865 року в Полтавській губернії. Навчався в Полтавській семінарії. Впродовж 1882—1889 років, з перервою, працював у трупі Марка Кропивницького; у 1883—1885 роках — у трупі Михайла Старицького; у 1889—1892 роках — у трупі Миколи Садовського. Помер в Ялті 28 січня [9 лютого] 1893 року.

## Ролі
- сват («Назар Стодоля» Тараса Шевченка);
- возний («Наталка Полтавка» Івана Котляревського);
- Омелько («Мартин Боруля» Івана Карпенка-Карого);
- дід, Сірко («Як ковбаса та чарка…», «За двома зайцями» Михайла Старицького);
- Скорик («Сватання на Гончарівці» Григорія Квітки-Основ'яненка) ;
- Карпо («Лимерівна» Панаса Миргоно).